# Gårdstjärnen (Hotagens socken, Jämtland)
Gårdstjärnen är en sjö i Krokoms kommun i Jämtland och ingår i Indalsälvens huvudavrinningsområde. Sjön har en area på 0,123 kvadratkilometer och ligger 600 meter över havet. Gårdstjärnen ligger i Oldflån-Ansätten Natura 2000-område. Sjön avvattnas av vattendraget Ansättån.

## Delavrinningsområde
Gårdstjärnen ingår i det delavrinningsområde (708692-140497) som SMHI kallar för Utloppet av Gårdstjärnen. Medelhöjden är 613 meter över havet och ytan är 0,81 kvadratkilometer. Räknas de 6 avrinningsområdena uppströms in blir den ackumulerade arean 71,93 kvadratkilometer. Ansättån som avvattnar avrinningsområdet har biflödesordning 4, vilket innebär att vattnet flödar genom totalt 4 vattendrag innan det når havet efter 313 kilometer. Avrinningsområdet består mestadels av skog (70 procent) och sankmarker (16 procent). Avrinningsområdet har 0,12 kvadratkilometer vattenytor vilket ger det en sjöprocent på 14,8 procent.